# Улцин
Улцин (на сръбски: Улцињ; на албански: Ulqini) е град в южната част на Черна гора.
Улцин е център на Община Улцин и центърът на албанската общност в Черна гора. Денят на Улцин се провежда всяка първа събота на април. Той символизира края на събирането на маслини, на изхода на моряците на брега на морето, и в началото на туристическия сезон. Улцин е член-основател на Народно събрание на албанските общини, създадено на 26 ноември 2012 г.

## Население
Според преброяването от 2011 г. има 10 707 жители.

## История
Улцин е древно пристанище. В по-широкия район на Улцин е бил населяван още от бронзовата епоха, въз основа на датиране на илирийски гробници (могили), намиращи се в село Зогай, в близост до Улцин. Градът се смята, че е основан през 5 в. пр.н.е. от колонисти от Колхида, както е споменато в поема от Аполоний Родоски от 3 в. пр.н.е. Илири са живели в региона по това време, тъй като има следи от огромни циклопски стени все още видими в старата цитадела (Калая).
В предварително средновековния период, Улцин е известен като един от пиратските столици на Адриатическо море. Това се наблюдава и по време на по-късния период на илирийски кралство. Жителите на Улцин са били известни преди времето на Христос, особено от 20 пр.н.е. до около 300 AD, за да бъде много конфронтационен на онези, които са били чужденци в земята си, те са особено придирчиви по отношение на граничните спорове.

## Известни личности

### Родени
- Адриан Люлгюрай, певец
- Дритан Абазович, политик
- Георги II Страцимирович Балшич

### Починали
- Георги II Страцимирович Балшич
- Шабатай Цви (1626 – 1676), религиозен деец

## Галерия
- Поглед към крепостта